# Programa de Computación y Simulación Avanzada
El Programa de computación y simulación avanzada (o ASC, por sus siglas en inglés) es un programa de supercomputación administrado por la Administración Nacional de Seguridad Nuclear para simular, probar y mantener el arsenal nuclear de los Estados Unidos. El programa fue creado en 1995 para apoyar el Programa de Administración de Arsenales (o SSP por sus siglas en inglés) . El objetivo de la iniciativa es extender la vida útil de las reservas actuales envejecidas.

## Historia
Después de la moratoria de los Estados Unidos de 1992 sobre las pruebas nucleares en vivo, se creó el Programa de Administración de Reservas para encontrar una manera de probar y mantener las reservas nucleares. En respuesta, la Administración Nacional de Seguridad Nuclear comenzó a simular las ojivas nucleares utilizando supercomputadoras. A medida que la reserva envejece, las simulaciones se han vuelto más complejas y el mantenimiento de la reserva requiere más potencia informática. A lo largo de los años, debido a la Ley de Moore, el programa ASC ha creado varias supercomputadoras diferentes con una potencia creciente para calcular las simulaciones y las matemáticas.[cita requerida]
Para celebrar los 25 años de logros de la ASC, el Programa de Computación y Simulación Avanzada ha publicado este informe .

## Investigación
La mayor parte de la investigación de la ASC se realiza en supercomputadoras en tres laboratorios diferentes. Los cálculos son verificados por cálculos humanos.[cita requerida]

### Laboratorios
El programa ASC cuenta con tres laboratorios:
- Laboratorios Nacionales Sandia
- Laboratorio Nacional de Los Álamos
- Laboratorio Nacional Lawrence Livermore

### Informática

#### Supercomputadoras actuales
El programa ASC alberga actualmente numerosas supercomputadoras en la lista TOP500 de potencia informática. Esta lista cambia cada seis meses, así que visite https://top500.org/lists/top500/ para obtener la lista más reciente de máquinas NNSA. Aunque estas computadoras pueden estar en laboratorios separados, se ha establecido computación remota entre los tres laboratorios principales.

#### Supercomputadoras anteriores
- ASCI Purple
- Red Storm

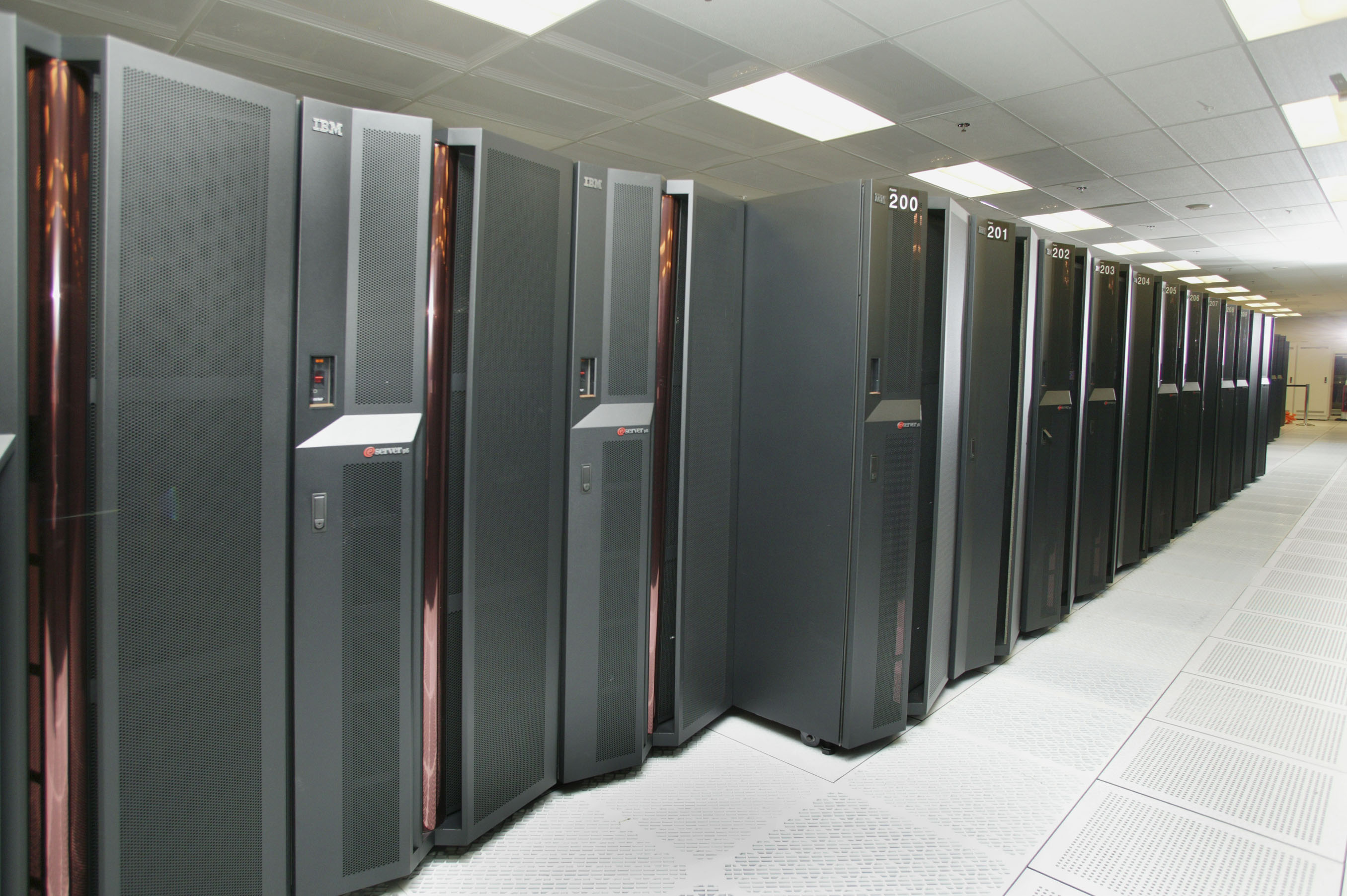
Una de las antiguas supercomputadoras del Programa de Computación y Simulación Avanzada (ASC por sus siglas en inglés), ASC Purple

- Blue Gene/L : La supercomputadora más rápida del mundo, noviembre de 2004 - noviembre de 2007
- Blue Gene Q (también conocido como Sequoia)
- ASCI Q: Instalado en 2003, era un Servidor Alfa DEC Servidor Alfa SC45/GS y alcanzaba los 7.727 Teraflops.[5][6] ASQI Q utilizó DEC Alpha Procesadores MHz 1250 (2.5 GFlops) e interconexión Quadrics . ASCI Q se colocó como la segunda supercomputadora más rápida del mundo en 2003.[7]
- ASCI White : La supercomputadora más rápida del mundo, noviembre de 2000 - noviembre de 2001
- ASCI Blue Mountain
- ASCI Blue Pacific
- ASCI Red : La supercomputadora más rápida del mundo, junio de 1997 - junio de 2000

## Elementos
Dentro del programa ASC, hay seis subdivisiones, cada una con su propio papel en la extensión de la vida útil de la reserva.[cita requerida]

### Operaciones de las Instalaciones y Atención al Usuario
La subdivisión de Operaciones de las Instalaciones y Soporte al Usuario es responsable de las computadoras e instalaciones físicas y de la red informática dentro de ASC. Son responsables de asegurarse de que la red tri-lab, el espacio de almacenamiento informático, el uso de energía y los recursos informáticos del cliente estén todos en línea.

### Sistemas Computacionales y Entorno de Software
La subdivisión de Soporte Computacional y de Usuario es responsable de mantener y crear el software de la supercomputadora de acuerdo con los estándares de la NNSA. También se encargan de las herramientas de datos, redes y software.
El proyecto ASCI Path Forward financió sustancialmente el desarrollo inicial del sistema de archivos paralelos Lustre de 2001 a 2004.

### Verificación y validación
La subdivisión de Verificación y Validación es responsable de verificar matemáticamente las simulaciones y los resultados. También ayudan a los ingenieros de software a escribir códigos más precisos para disminuir el margen de error cuando se ejecutan los cálculos.

### Modelos de Física e Ingeniería
La subdivisión de Modelos de Física e Ingeniería es responsable de descifrar el análisis matemático y físico de las armas nucleares. Estas Integran modelos físicos en los códigos para obtener una simulación más precisa. Se encargan de la forma en que el arma nuclear actuará bajo ciertas condiciones basadas en la física. También estudian las propiedades nucleares, las vibraciones, los altos explosivos, la hidrodinámica avanzada, la resistencia y el daño de los materiales, la respuesta térmica y de fluidos, y las respuestas de radiación y eléctricas.

### Códigos Integrados
La subdivisión de Códigos Integrados es responsable de los códigos matemáticos que producen las supercomputadoras. Usan estos códigos matemáticos y los presentan de una manera que es comprensible para los humanos. Después, estos códigos son utilizados por la Administración de la Sociedad Nacional Nuclear, el Programa de Administración de Reservas, el Programa de Extensión de Vida Útil y la Investigación de Hallazgos Significativos, para decidir los próximos pasos que deben tomarse para asegurar y alargar la vida útil de la reserva nuclear. .

### Mitigación y Desarrollo de Tecnología Avanzada
La subdivisión de Mitigación y Desarrollo de Tecnología Avanzada es responsable de investigar desarrollos en computación de alto rendimiento. Una vez que se encuentra información sobre la próxima generación de computación de alto rendimiento, deciden qué software y hardware deben adaptarse para prepararse para la próxima generación de computadoras.